# 江本光輝
江本 光輝（えもと こうき、1997年6月3日 - ）は、日本の元俳優、元モデル。

## 略歴
- 2021年10月10日、2022年1月末をもって芸能界を引退することを発表[2]。
- 2022年1月31日、芸能界を引退。引退後はジュエリーデザイナー・彫金師として活動する[3]。

## 人物
趣味は料理とお菓子作り。特技はバスケットボールとピアノ。

## 出演

### テレビドラマ
- コンフィデンスマンJP 第9話（2018年）[1]

### 映画
- 春待つ僕ら（2018年）[1]

### 舞台
- ミュージカル『テニスの王子様』3rdシーズン - 千歳千里 役[4]
  - 青学vs四天宝寺（2018年12月20日 - 2019年2月17日、日本青年館ホール 他）[5]
  - 全国大会 青学vs立海 前編（2019年7月11日 - 9月29日、TOKYO DOME CITY HALL 他）[6]
- WBB vol.15「トラベルモード」（2019年11月13日 - 24日、赤坂 RED THEATER） - レイモン 役[7][8]
- 勇者セイヤンの物語(真)（2019年12月4日 - 30日、こくみん共済 coop ホール／スペース・ゼロ 他）[9]
- SHINOBI NOW!! （2020年1月29日 - 2月2日、 IMAホール） - 服部半蔵正成 役[10][11]
- 舞台「パタリロ!」〜霧のロンドンエアポート～（2021年1月21日 - 31日、天王洲 銀河劇場） - タマネギ部隊 役[12]
- ハイパープロジェクション演劇「ハイキュー!!」”頂の景色・2”（2021年3月20日 - 4月24日[注釈 1]、TOKYO DOME CITY HALL 他）- 昼神幸郎 役[15]
- ライブ・スペクタクル『NARUTO-ナルト-』 〜うずまきナルト物語〜（2021年12月4日 - 2022年1月2日、日本青年館ホール 他） - 重吾 役[16]

### MV
- E-girls「あいしてると言ってよかった」（2018年）[1]
- NOKKO「翼」（2018年）[1]
- NTT docomo「うた手紙」第二弾MV出演（2018年）[1]

### CM
- ゲームアプリ「ぼくらの甲子園！ポケット」WEB CM（2018年）[1]
- カルビー＆ロッテ「おかしな研究所」WEB CM（2020年）[1]

## 作品

### DVD
| 発売日        | タイトル         | 品番      | 発売元                 |
| ------------- | ---------------- | --------- | ---------------------- |
| 2020年12月2日 | 江本光輝 in 新島 | ENFD-3030 | イーネットフロンティア |

## モデル
- FINEBOYS（2016年12月号 - 2017年11月号、日之出出版） - 専属モデル